# Лесден
Лесден (нід. Leusden, нід. вимова: [ˈløːzdə(n)] ( прослухати)) — місто і муніципалітет у Нідерландах, у провінції Утрехт.

## Населені пункти муніципалітету
Крім безпосередньо міста Лесдена до складу однойменного муніципалітету входять:
Села
- Ахтервелд
- Лесден-Зейд
- Стаутенбург

Селища
- Ассхат
- Ауд-Лесден
- Ден-Трек
- Де-Рейф
- Мюссхендорп
- Снорренгуф
- Яннендорп

## Топографія
Нідерландська топографічна карта муніципалітету Лесден, червень 2015 року

## Галерея

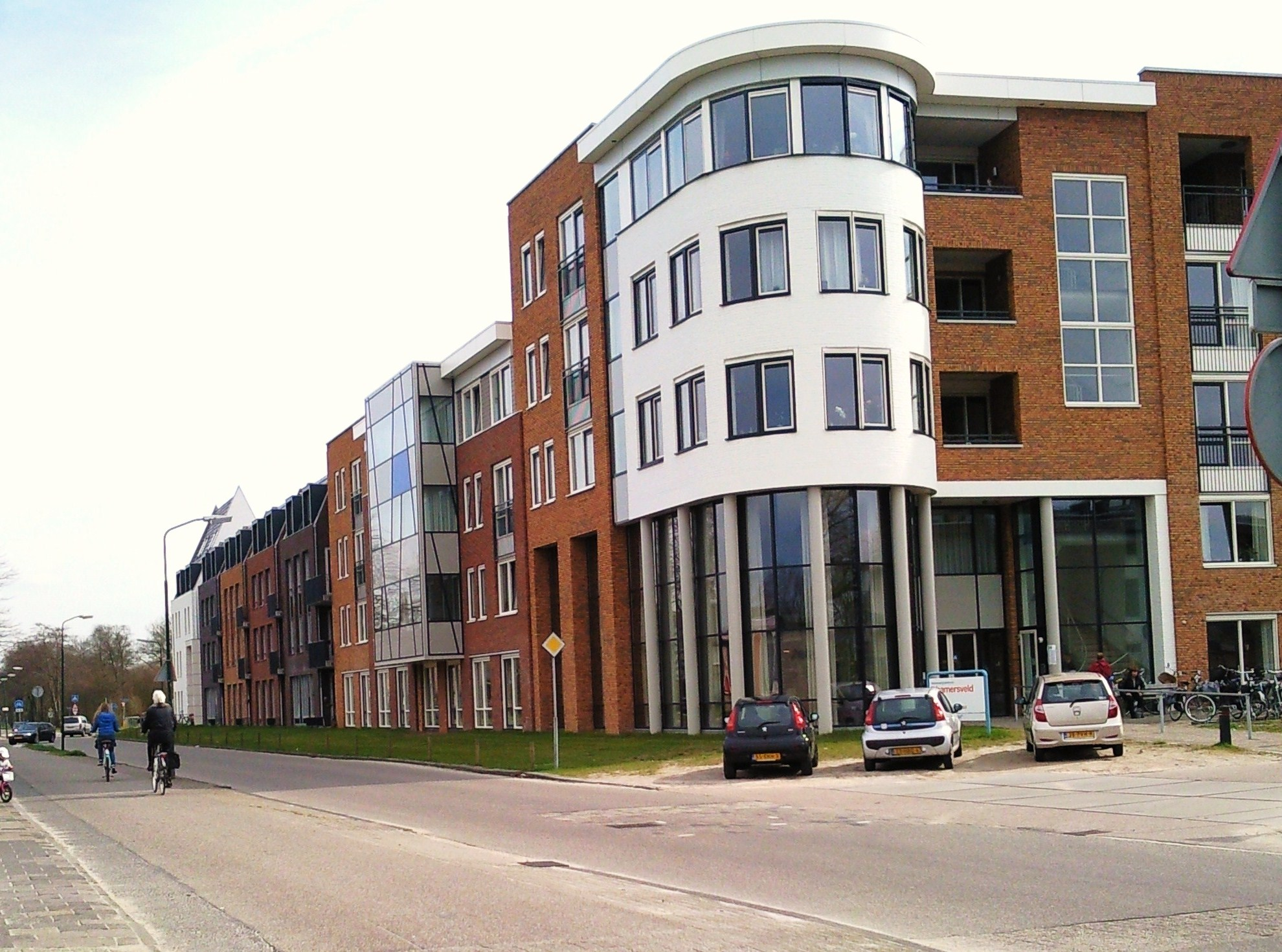
Новий район міста
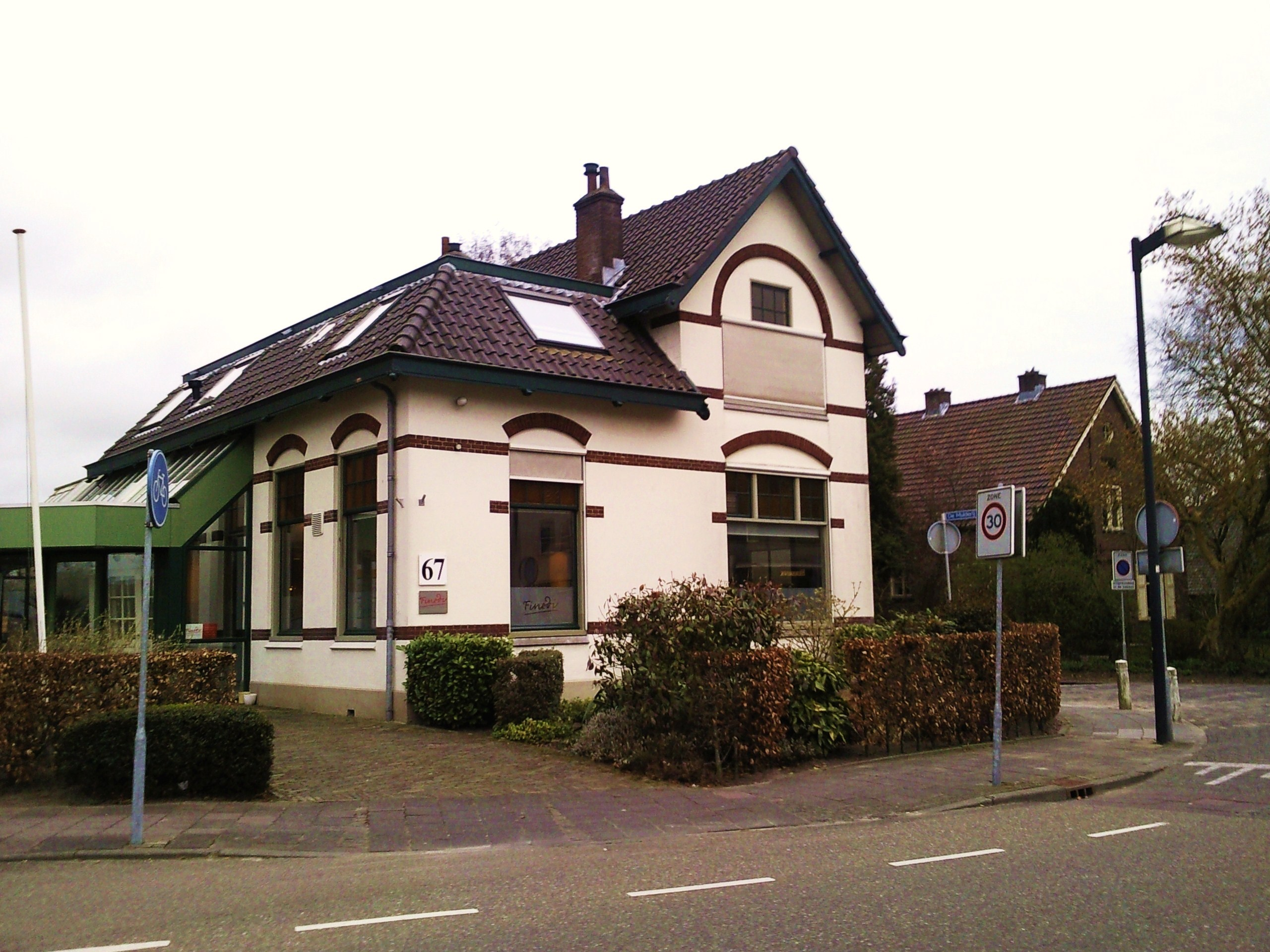
Стара вілла у місті
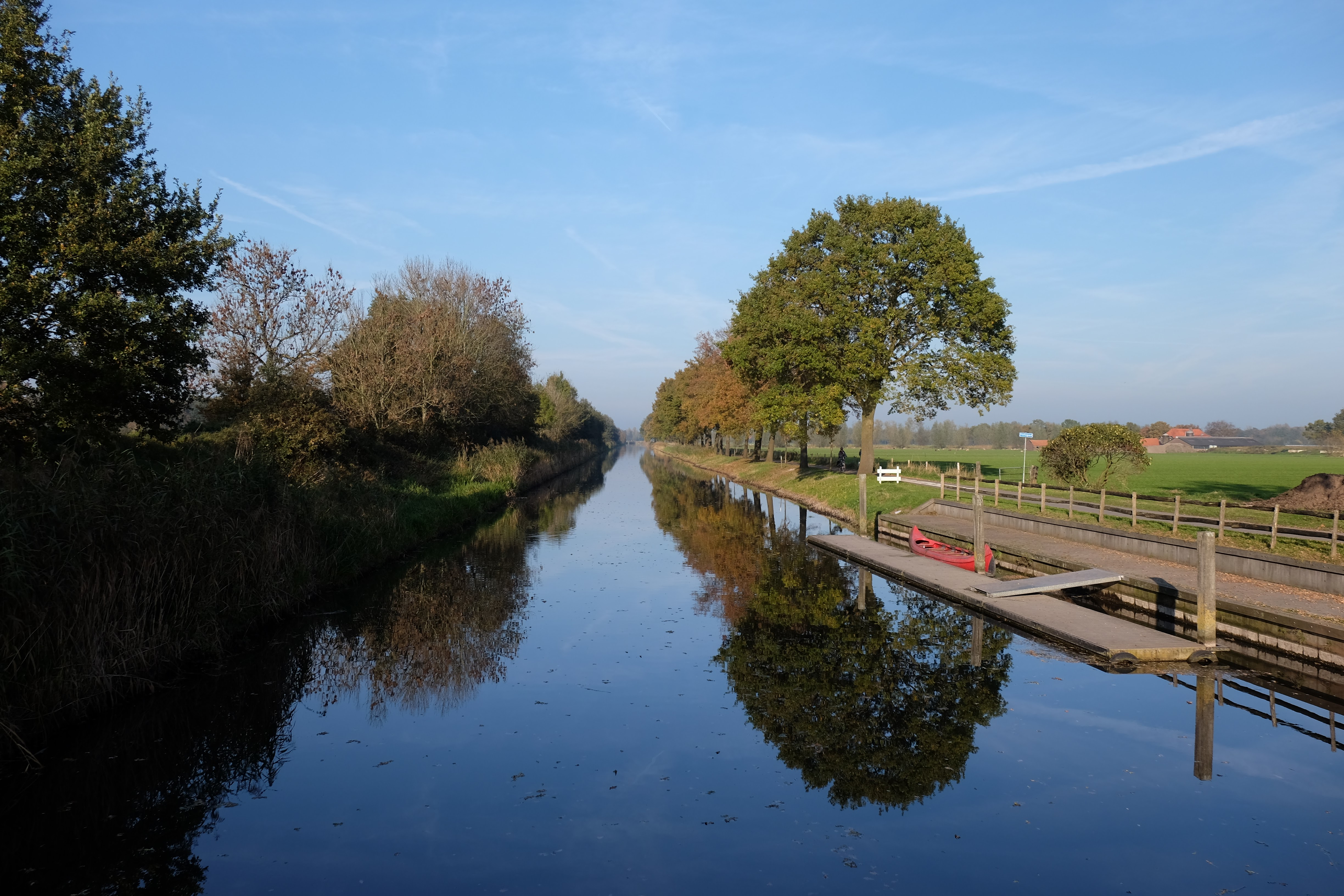
Околиці Лесдена
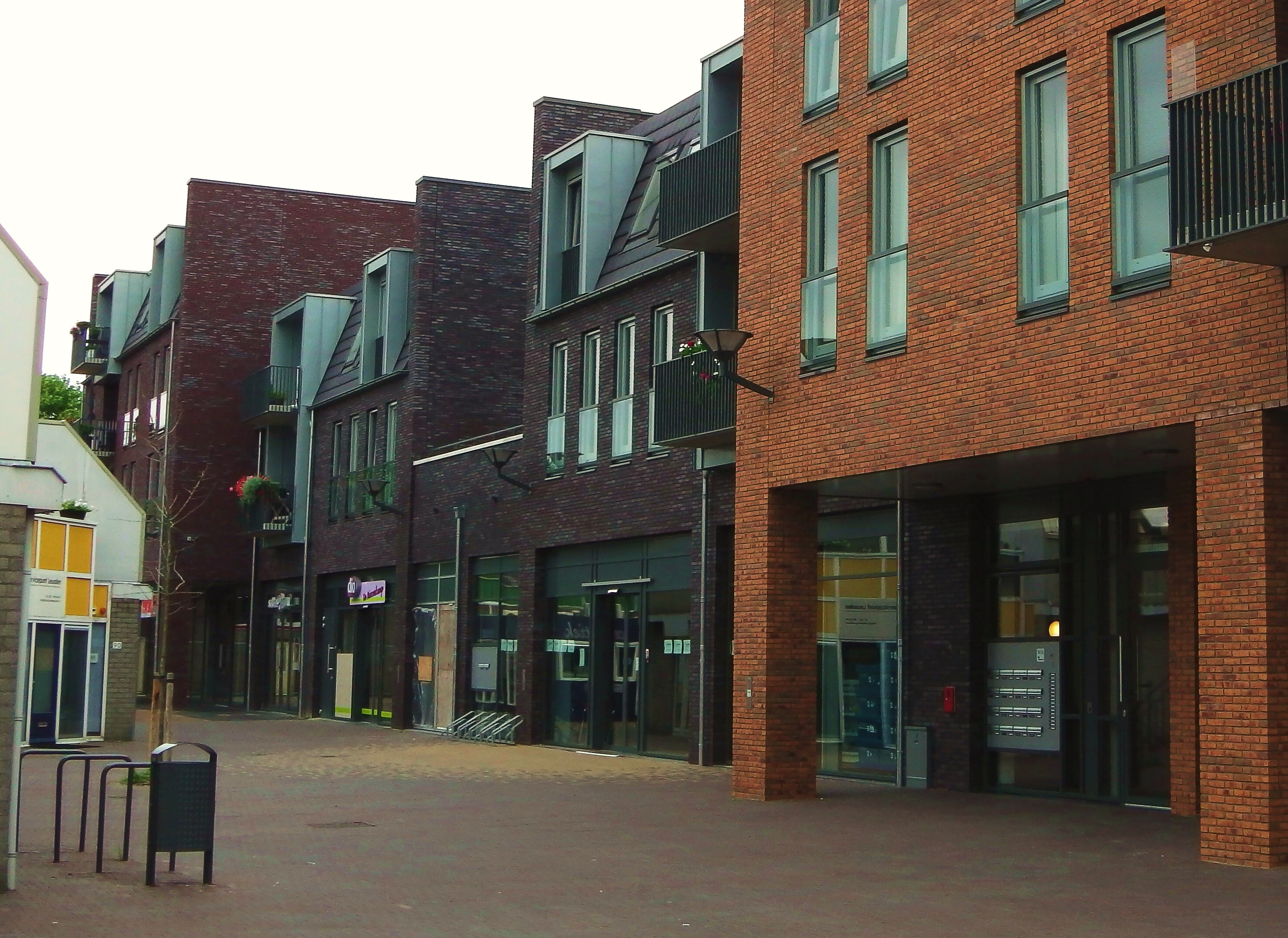
Торгівельний центр
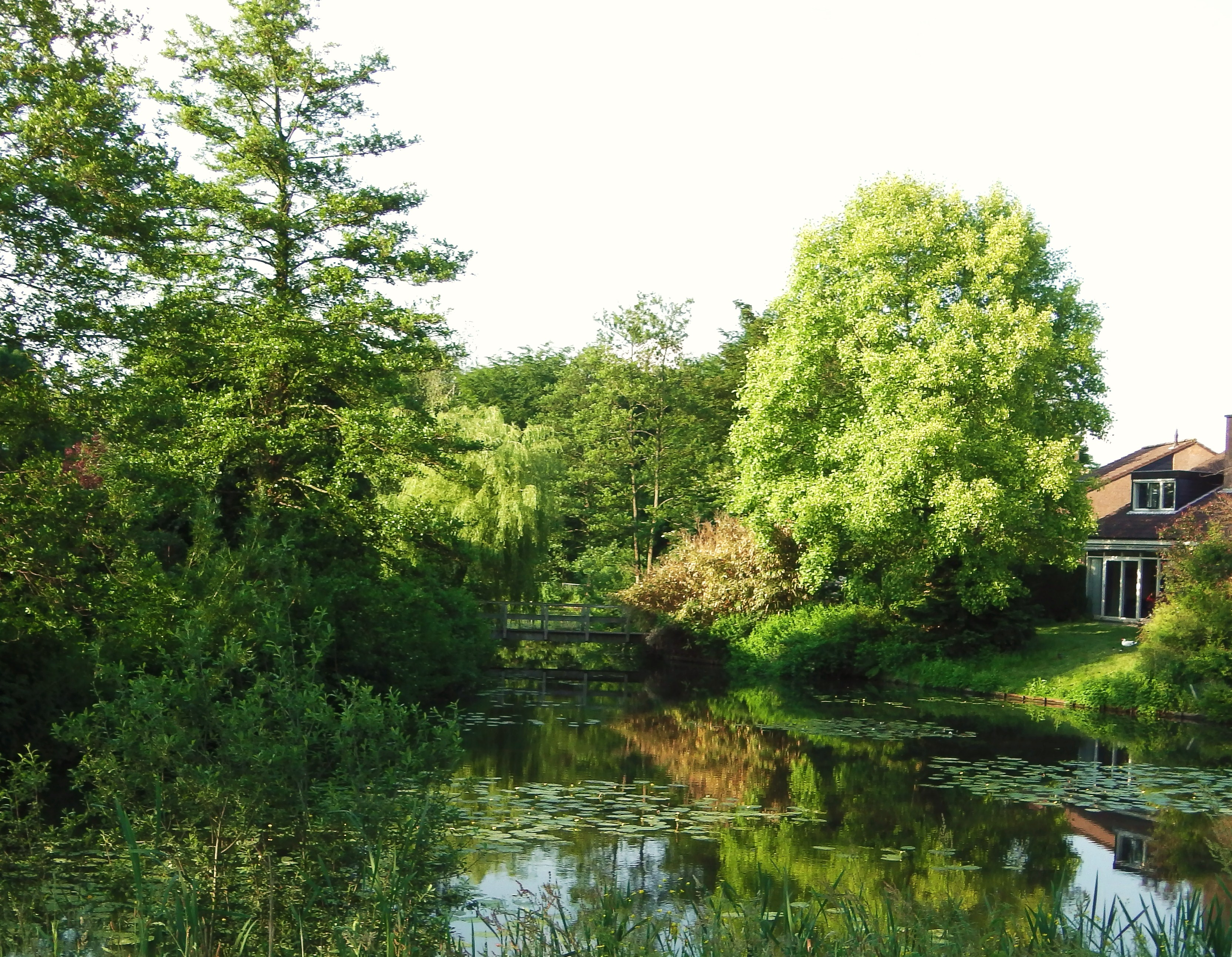
Парк Вілденбург у Лесдені
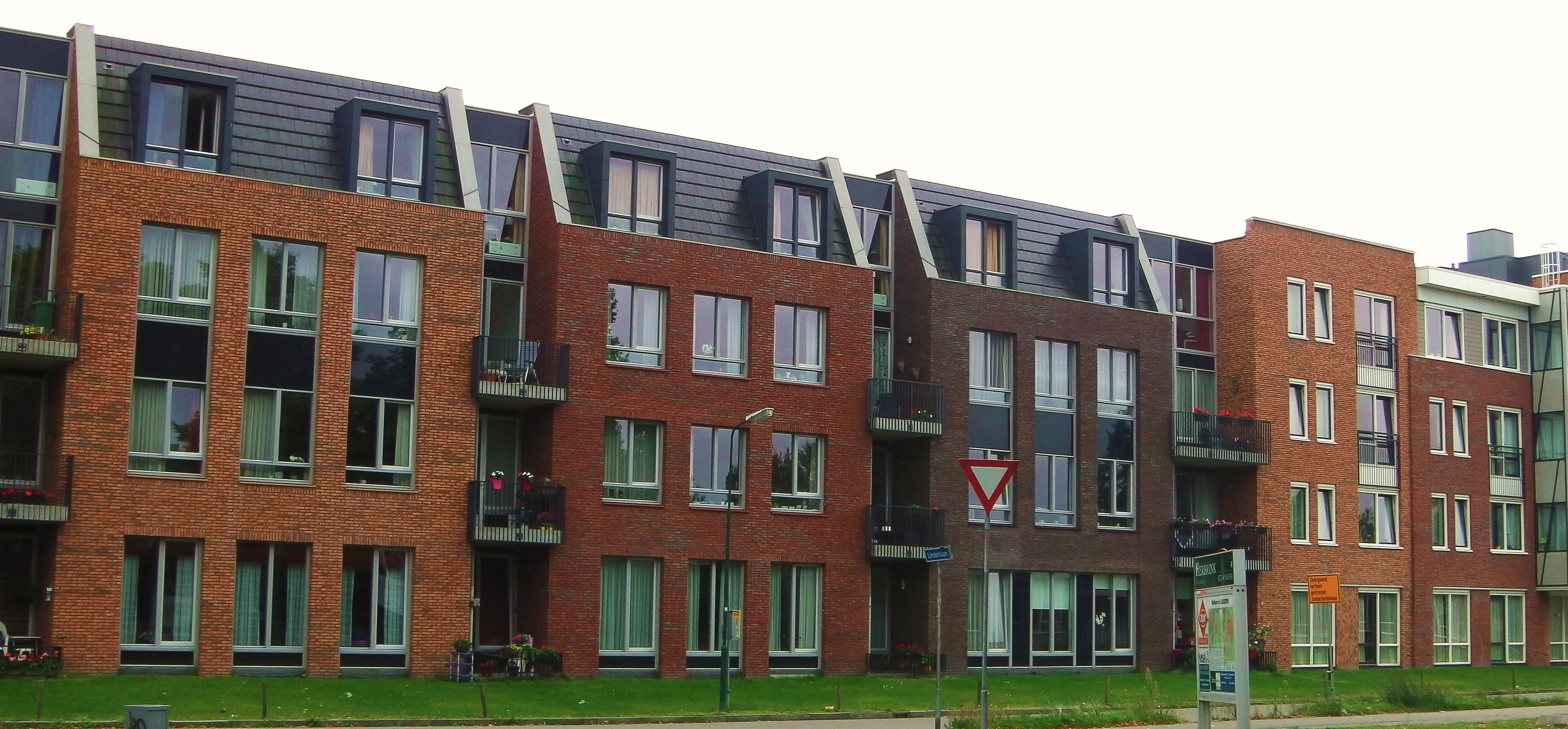
Нова житлова забудова у місті